# 綱島郷太郎
綱島 郷太郎（つなしま ごうたろう、1973年5月16日 - ）は日本の俳優、声優。東京都出身。劇団青年座演劇部所属。

## 略歴
東京都立狛江高等学校卒業。青年座研究所21期卒。1997年4月に劇団青年座に入団。
2009年にテレビドラマ『みこん六姉妹』で婚約者役で共演したはしのえみと結婚。
2015年10月16日に第1子の女児が誕生した。

## 人物
趣味は乗馬、バイク、車。

## 出演

### テレビドラマ
- 犬笛（2002年） - 大川充
- 仮面ライダー龍騎 第11話（2002年、テレビ朝日） - 謎の男 役
- ぽっかや診療所事件カルテ（テレビ朝日）
- 百鬼夜行抄（日本テレビ）
- 地方記者・立花陽介（日本テレビ）
- ストレートニュース（日本テレビ）
- 税務調査官窓際太郎の事件簿15（2007年、TBS） - 小沢 役
- みこん六姉妹 (TBS)  - 大藪保 役
- おらが春（NHK）
- 出戻り弁護士（日本テレビ）
- 功名が辻 - 小西行長 役
- 侍戦隊シンケンジャー 第七・第四十七幕（2009年、テレビ朝日） - 小松朔太郎 役
- 夏うたドラマSP 幸せの贈り物（2009年、TBS） - 三国直人 役
- SP〜警視庁警護課（2011年10月8日、テレビ朝日） - 花輪和史 役
- 私は代行屋!シリーズ（2012年 - 、テレビ朝日） - 小塚賢治 役
- 血痕 警科研・湯川愛子の鑑定ファイル4（2013年6月17日、TBS） - 北川刑事 役
- 相棒 Season19（2021年2月3日、テレビ朝日） - 速水丈二 役
- 裕さんの女房（2021年4月17日、NHK BSプレミアム） - 遠藤 役
- 警視庁強行犯係・樋口顕 Season2（2022年） ‐ 水無月秀明 役
- 連続テレビ小説 (NHK)
  - らんまん（2023年） - 堀田鉄寛  役

### 映画
- ジャパニーズ・ストーリー（オーストラリア映画）（2003年） - ヒロミツ 役
- グレート・レイド　史上最大の作戦（アメリカ映画）（2005年） - 山田 役
- 地下鉄に乗って（2006年） - 小沼圭三 役
- 天国は待ってくれる
- 長州ファイブ（2006年） - 町田久成 役
- 山桜（2008年、東京テアトル） -  吾助（さよの父）役
- 人の砂漠（2010年） - 矢沢民生 役
- 聯合艦隊司令長官 山本五十六（2011年）
- 蜩ノ記（2014年） - 原市之進

### 吹き替え

#### 映画（吹き替え）
- アナとオットー - オットー 役（フェレ・マルティネス）
- ブレア・ウィッチ・プロジェクト - マイク・ウィリアムズ 役（マイケル・C・ウィリアムズ）
- ニーベルングの指環（2007年） - エリック / ジークフリート 役（ベンノ・フユルマン）
- デイブレイカー（2011年） - フランキー・ダルトン 役（マイケル・ドーマン）
- ラブ・アゲイン（2012年） - ジェイコブ・パーマー 役（ライアン・ゴズリング）
- 白い沈黙（2016年） - ミカ 役（ケヴィン・デュランド）
- 大統領の執事の涙（2016年） - ジョン・F・ケネディ 役（ジェームズ・マースデン）※BSジャパン版
- 13時間 ベンガジの秘密の兵士（2016年） - ジャック・シルバ 役（ジョン・クラシンスキー）
- ジャドヴィル包囲戦 -6日間の戦い-（2016年） - クインラン 役（ジェイミー・ドーナン）
- なりすましアサシン（2016年） - アントン・マソヴィッチ 役（アンドリュー・ハワード）
- 世界一キライなあなたに（2017年） - ウィル・トレイナー 役（サム・クラフリン）
- コロニア（2017年） - ダニエル 役（ダニエル・ブリュール）
- カウントダウン・トゥ・デス（2017年） - レイ 役（ドルフ・ジグラー）
- キングコング:髑髏島の巨神（2017年） - アール・コール 役（シェー・ウィガム）[5]
- モーガン プロトタイプL-9（2017年） - スキップ・ヴロンスキー 役（ボイド・ホルブルック）
- ウォー・マシーン: 戦争は話術だ!（2017年） - ショーン・カレン 役（スクート・マクネイリー）
- ウェズリー・スナイプス シールド・フォース-監獄要塞-（2017年） - ガブリエル 役（デイヴ・アナブル）
- オリエント急行殺人事件（2017年） - ドクター・アーバスノット 役（レスリー・オドム・Jr）[6]
- クリスマス・ウェディング（2017年） - コナー 役（ステファン・ハスザー）
- ハン・ソロ/スター・ウォーズ・ストーリー（2018年） - ランド・カルリジアン 役（ドナルド・グローヴァー）[7]
- V.I.P. 修羅の獣たち（2019年） - チェ・イド 役（キム・ミョンミン）
- クラウズ〜雲の彼方へ〜（2020年） - ロブ・ソビアック 役（トム・エヴェレット・スコット）
- ザ・ハーダー・ゼイ・フォール: 報復の荒野（2021年） - チェロキー・ビル 役（ラキース・スタンフィールド）
- 元カレとツイラクだけは絶対に避けたい件（2021年） - ジャクソン 役（アレクサンダー・ドレイマン）
- マザー/アンドロイド（2022年） - アーサー 役（ラウル・カスティーロ）
- ラスト・キングダム：死すべき7人の王（2023年） - ウトレッド 役（アレクサンダー・ドレイマン）
- タイラー・レイク -命の奪還-2（2023年） - ズラブ・ラディアニ 役（トルニケ・ゴグリキアーニ）[8]
- 落下の解剖学（2024年） - サミュエル 役〈サミュエル・タイス〉[9]

#### ドラマ
- ミディアム3 霊能者アリソン・デュボア 第17話（2008年、WOWOW） - ブルース・ロシター 役（アダム・ゴールドバーグ）
- 名探偵モンク6 シーズン7 第16話（2009年、NHK-BS） - 解体作業員 役（ジョン・ジェイソン・ベイリー）
- THE TUDORS〜背徳の王冠〜（2009年、AXNミステリー） - ヘンリー8世 役（ジョナサン・リース＝マイヤーズ）
- ER XIV-XV 緊急救命室（2010年 - 2011年、NHK-BS） - サイモン・ブレナー 役（デビッド・ライオンズ）
- WITHOUT A TRACE/FBI 失踪者を追え! 第101話、第139話（2010・2011年、スーパー!ドラマTV） - アラン・レイノルズ 役
- チャームド 〜魔女3姉妹〜 シーズン7（2010年、AXN） - カイル・ブロディ 役
- 私はラブ・リーガル 第3話（2010年、WOWOW） - サイモン・デューイ / ジェイク・ガーナー 役（ガブリエル・オールズ）
- 三国志 Three Kingdoms（2010年） - 姜維 役
- HAWAII FIVE-0（2011年 - 2021年、AXN） - スティーヴ・マクギャレット 役（アレックス・オロックリン）[10]
- ゴシップガール（2011年、スーパー!ドラマTV） - トリップ・ヴァンダービルト 役（アーロン・トヴェイト）
- ミディアム6 霊能者アリソン・デュボア 第12話（2011年、WOWOW） - ウィリアム・ガーウイン 役
- コールドケース7 ザ・ファイナル 第10話（2011年、WOWOW） - 若いショーン・フラナガン 役
- ゾウズ・フー・キル 殺意の深層（2012年、WOWOWプライム） - スティーヴ・モルベック 役（フレデリク・メルダール・ノーゴー）
- リベンジ（2012年、Dlife） - ジャック・ポーター 役（ニック・ウェクスラー）
- ミス・マープル5 チムニーズ館の秘密（2012年、NHK BSプレミアム） - アントニー・ケイド 役（ジョナス・アームストロング）
- エグザイル 戦慄の絆（2012年、WOWOWプライム） - トム・ロンシュタット 役（ジョン・シム）
- 王女の男（2012年、NHK BSプレミアム） - シン・ミョン 役（ソン・ジョンホ）
- Dr.HOUSE シーズン6（2012年、FOXチャンネル） - トム 役
- LAW&ORDER:クリミナル・インテント シーズン1 第18話（2012年、Dlife） - ジェイ・リップマン 役
- ロイヤル・スキャンダル 〜エリザベス女王の苦悩〜（2012年、NHK BSプレミアム）
- キャッスル 〜ミステリー作家は事件がお好き シーズン2 第21〜24話（2012年、FOXチャンネル） - トム・デミング 役（マイケル・トルッコ）
- 乱暴〈ワイルド〉なロマンス（2012年） - パク・ムヨル 役（イ・ドンウク）
- イニョン王妃の男（2013年） - ハン・ドンミン 役（キム・ジヌ）
- GRIMM/グリム（2013年、スーパー!ドラマTV） - アキラ・キムラ 役（ブライアン・ティー）
- アンフォゲッタブル 完全記憶捜査 シーズン2 第12話（2014年、WOWOW） - ジョナサン・“アルファ・オメガ”・ブロディ 役（ケリー・オーコイン）
- エレメンタリー ホームズ&ワトソン in NY 第24話（2014年、WOWOW） - ジョルダン・コンロイ 役（ドミニク・フムザ/Dominic Fumusa）
- PERSON of INTEREST 犯罪予知ユニット シーズン3 第14話 （2014年、AXN） - シリル 役（ジーン・ファーバー）
- アクエリアス 刑事サム・ホディアック（2015年、スーパー!ドラマTV） - チャールズ・“チャーリー”・マンソン 役（ゲシン・アンソニー）
- ラスト・キングダム（2015年 - 2022年） - ウトレッド 役（アレクサンダー・ドレイマン）
- エレメンタリー3 ホームズ&ワトソン in NY 第21話（2016年、WOWOW） - ジャンコ・ストコヴィッチ 役（ジーン・ファーバー/Gene Farber）
- ブラインドスポット タトゥーの女 シーズン2（2017年、WOWOW） - キートン 役（チャド・ドネラ）
- KIZU-傷-（2018年、スター・チャンネル） - リチャード・ウィリス刑事 役（クリス・メッシーナ）
- ミスター・メルセデス (テレビドラマ) シーズン2（2018年） - フェリックス・バビノー 役（ジャック・ヒューストン）
- 刑事ルーサー 第2話 （2019年、NHK BSプレミアム） - オーウェン・リンチ 役（サム・スプルエル）
- ホワイト・クイーン 〜白薔薇の女王〜（2021年） - ウォリック伯爵 役（ジェームズ・フレイン）[11]
- トレッドストーン（2021年、WOWOW） - マット・エドワーズ 役（オマー・メトワリー）[12]
- 超サイテーなスージーの日常（2022年、スター・チャンネル） - コブ 役（ダニエル・イングス）
- 64<シックス・フォー>～陰謀のコード～( ロバート・ウォレス 役（リチャード・コイル）（2024年、WOWOW）
- ジェントルメン（2024年、Netflix） - フレディ 役（ダニエル・イングス）
- 黒い森　殺人事件（2024年、WOWOW） - エリック 役（グレゴリー・フィトゥーシ）
- アメリカ、夜明けの刻（2025年、Netflix） - アイザック 役（テイラー・キッチュ）

#### アニメ
- LEGO スター・ウォーズ/オールスターズ（2019年、ディズニーXD） - ランド・カルリジアン 役
- フリージ（2019年、TOKYO MX） - テレビ局長 役、男性ゲスト1 役

### 舞台
2004年
- 『だれか、来る』（世田谷パブリックシアター／地方公演）
- 『夜叉ヶ池』（パルコ劇場／愛知厚生年金会館／シアタードラマシティ）

2005年
- 『トスカ』・草月ホール／シアタードラマシティ／リュートピア

2007年
- 『深川安楽亭』（劇団青年座公演：東京芸術劇場小ホール1／地方公演） - 与兵衛 役[2]

2008年
- 『MOTHER』（劇団青年座公演：紀伊國屋ホール） - 北原白秋 役[2]

2009年
- 『その受話器はロバの耳』（劇団青年座公演：本多劇場） - 稲本充 役（主演）[2]

2015年
- 『二人だけのお葬式　〜かの子と一平〜』（青年座劇場） - 新田亀三 役[13]
- 『からゆきさん』（劇団青年座公演：紀伊國屋ホール） - 巻多賀次郎 役（主演）[2]

2024年
- 『ケエツブロウよ-伊藤野枝ただいま帰省中』（劇団青年座公演：紀伊國屋ホール） - 与吉 役[14]
- 『穏やかな人と機』（劇団青年座公演：新宿シアタートップス）[15]

### テレビアニメ
- 異修羅（2025年、棺の布告のミルジィ）

### 劇場アニメ
- 劇場版 イナズマイレブン 新たなる英雄たちの序章（2024年、枝元輝幸）

### Webアニメ
- LUPIN THE IIIRD 銭形と2人のルパン（2025年、オーラン）

### ラジオドラマ
- FMシアター（NHK-FM）
  - 『ともに帰らん』（2016年8月6日） - 鳥居太一 役[16]
- 青春アドベンチャー（NHK-FM）
  - 「火喰鳥 羽州ぼろ鳶組」（2018年7月23日 - 8月3日）[17] - 僧、秀助 役

### ゲーム
- 文豪とアルケミスト（2016年、館長 役）
- ファイナルファンタジーXVI（2023年、バルナバス・ザルム 役[18]）
- アーマード・コアVI ファイアーズオブルビコン（2023年、スッラ 役[19]）